# Calw járás
Calw járás egy járás Baden-Württembergben. Calw járás Pforzheim, Rastatt, Enz, Böblingen, Tübingen, Freudenstadt és Karlsruhe járásokkal határos. Lakosainak száma 150 709 fő (2014. január 3.).

## Népesség
A járás népessége az elmúlt években az alábbi módon változott:

| 2014 | 150 709 |